# Таря Халонен
Таря Халонен (на фински: Tarja Halonen) e финландски съдия и политик.
Родена е на 24 декември 1943 г. На 6 февруари 2000 г. е избрана за президент на Финландия.
Халонен е завършила Хелзинкския университет през 1968 г. и се дипломира като съдия. Омъжена е за д-р Пенти Араярви, също съдия.